# General Electric F110
General Electric F110 é uma máquina da General Electric, que fora utilizada pela primeira vez entre 1980 e 1990.